# Neige
Pour les articles homonymes, voir Neige (homonymie).
La neige () est une forme de précipitations, atmosphériques constituée de particules de glace ramifiées, de structure et d'aspect très variables qui sont la plupart du temps cristallisées, et agglomérées en flocons contenant de l'air. Mais cette glace peut aussi être sous forme de grains (neige en grains, neige roulée) ou mouillée. Lorsqu'il y a suffisamment de froid et d'humidité dans l'atmosphère, la neige se forme naturellement par condensation solide de la vapeur d'eau à saturation autour des noyaux de congélation. Selon sa structure et le vent, la neige tombe plus ou moins vite vers le sol. Sa formation dans l'atmosphère en réseau ramifié de particules solides distingue la neige d'autres précipitations relativement voisines comme la grêle ou le grésil.
La neige est aussi le dépôt des précipitations sur le sol ou sur un obstacle avant le sol (un toit, un arbre...) : c'est le manteau neigeux. Elle est donc toujours constituée d'un mélange de glace et d'air,, avec parfois (si sa température est proche de 0 °C) de l'eau liquide. Le dépôt de ce matériau évolue, soit en mouvement (en poudrerie, transportée par le vent, ou en avalanche), soit sur place, naturellement (dans une plaque, un névé, une corniche, une congère) ou artificiellement (par damage ou trituration lors d'évacuations mécaniques (ex : chasse-neige, souffleuse à neige) ou manuelles (ex : pelle à neige, boule de neige), ou lors de préparations pour une piste de ski ou d'écrasements par circulation).
La neige disparaît soit :
- par fonte : lorsque ses cristaux ou ses grains de glace fondent (par l'effet du rayonnement solaire ou de la température de l'air ou du flux géothermique), vers de l'eau liquide ;
- par tassement lorsque l'air contenu est quasi complètement évacué : naturel vers un glacier, artificiel, par damage et fonte, vers du verglas ;
- par sublimation : vers de la vapeur d'eau contenue dans l'atmosphère.

Les enneigeurs (plus connus comme canon à neige) produisent de la neige artificielle, en réalité de minuscules grains de glace proches de la neige fondue. Cette technique est utilisée sur les pistes de ski intérieures, mais aussi dans les stations de sports d'hiver pour améliorer et prolonger l'enneigement des pistes.
La nivologie est la science de la neige.

## Étymologie
Le substantif féminin neige est le déverbal de neiger,,,,. Il est attesté au XIVe siècle : d'après le Trésor de la langue française informatisé, sa plus ancienne occurrence connue (‹ naige ›) se trouve dans l'éloge funèbre écrite par Watriquet de Couvin pour la mort en 1329 de Gaucher de Châtillon, le jour de l'Ascension,,. Sa graphie actuelle (pluriel ‹ neiges ›) est attestée en 1461 avec Le Testament de François Villon,. Le mot « neige » supplanta l'ancien français noif.

## Aspects physiques
La neige peut être un matériau composite naturel : c'est un agrégat de particules d'eau sous forme solide (cristaux ou grains) et parfois partiellement liquide, et d'air. La neige est hétérogène, polyphasique, déformable, de couleur blanche, isolante thermiquement, thermo-sensible, glissante, éphémère. C'est un matériau en constante transformation.
La neige est essentiellement blanche, mais légèrement bleutée en raison de la réflexion diffuse. Les cristaux de neige sont en effet transparents, mais la lumière est réfléchie de façon quasiment identique (le bleu étant légèrement moins absorbé) sur leurs interfaces, c'est-à-dire sur les joints de grain, dont l'orientation est distribuée aléatoirement. Cette nuance bleutée est particulièrement visible sur de grandes épaisseurs de glace, par exemple sur les glaciers. Avec le temps, les cristaux de glace s'arrondissent et perdent leur pouvoir réfléchissant, si bien que la neige d'hiver réfléchit seulement 50 % de la lumière tandis que la neige de printemps a le teint plus mat que celle tombée quelques mois auparavant.
Le code METAR d'observation de la neige est « SN ».

### Historique
Johannes Kepler fut l’un des premiers scientifiques à s’intéresser à la formation des flocons. Il rédige en 1611 un traité, L’Étrenne ou la neige sexangulaire. Vers 1930, le Japonais Ukichiro Nakaya forme ses propres flocons dans des conditions expérimentales, fixant la température et la saturation en eau. Il s’aperçoit alors que la forme des cristaux dépend de ces deux paramètres. En 1935, Tor Bergeron développe la théorie de croissance des flocons à partir de la cannibalisation des gouttes d’eau surfondues appelée l’effet Bergeron.

### Diversité

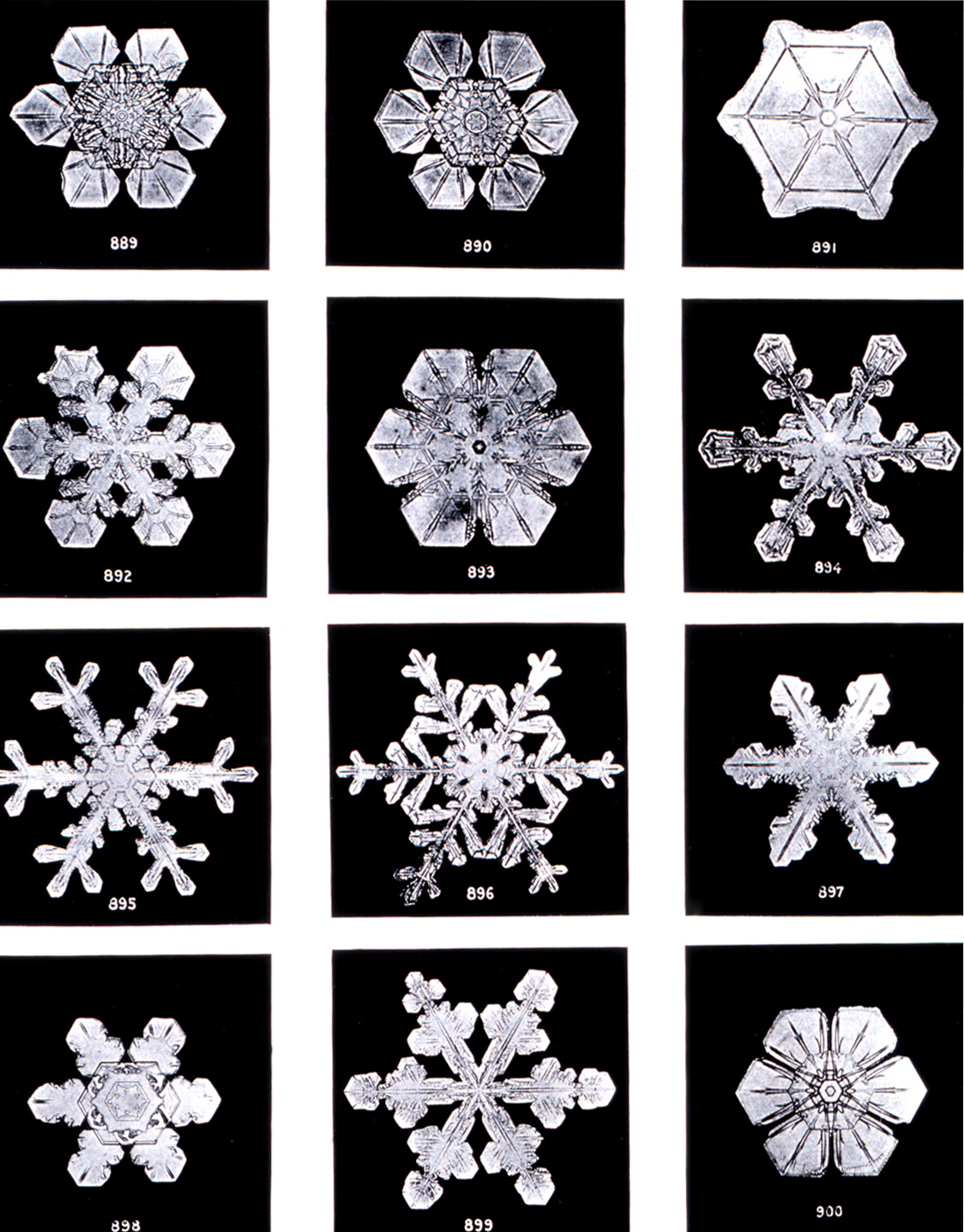
Cristaux de neige, photographiés par Wilson Bentley (1865-1931)

Dans un nuage très froid, la vapeur d’eau se condense directement en cristaux de glace sur des particules en suspension (poussières, fumée…). S'ils ne rencontrent que des couches d’air de température inférieure à 0 °C pendant leur chute, les cristaux s’agglutinent et se combinent pour former des flocons de plus en plus larges. L’assemblage de ces cristaux dépend essentiellement des températures. La seule caractéristique commune à tous les cristaux est leur structure hexagonale, qui correspond à une minimisation de l’énergie potentielle chimique du cristal.
La forme des cristaux de neige varie en fonction des conditions atmosphériques de l'air dans le nuage lors de leur formation d'abord avec la température, mais aussi avec le degré d’humidité : 
- température de 0 à −4 °C : minces plaques hexagonales[20] ;
- température de −4 à −6 °C : aiguilles ;
- température de −6 à −10 °C : colonnes creuses ;
- température de −10 à −12 °C : cristaux à six pointes longues ;
- température de −12 à −16 °C : dendrites filiformes.

La densité de la neige fraîchement tombée est très variable. Cette variation dépend du type de cristaux favorisés par la température dans la couche où la neige se forme, et du vent qui est un facteur limitatif à leur croissance. De plus, la température de l'atmosphère variant avec l'altitude, on a généralement une variété de types de flocons. Finalement, la friction près du sol par le déplacement dû au vent va briser certains cristaux et ainsi modifier le rapport entre la masse des flocons et l'air contenu dans la congère.
Les statistiques donnent une moyenne de 110 kg/m3, avec un écart type de 40 kg qui confirme le caractère dispersé de ce critère. Le rapport entre la hauteur d'eau dans un nivomètre provenant de la masse de neige et la hauteur mesurée au sol de cette neige est ainsi souvent donné comme 1 mm pour 1 cm (rapport 1⁄10). Cependant, des études canadiennes et américaines montrent que ce rapport varie entre 1⁄3 (température très élevée) et 1⁄30 (temps très froid).
Des études récentes ont montré que certaines bactéries (dites glaçogènes) jouent un rôle important dans la formation des cristaux de glace ou de neige. Ces bactéries sont normalement épiphytes (pseudomonas sp. par exemple) mais peuvent parfois être pathogènes. Elles sont identifiées dans de nombreux échantillons de neige en France, en Amérique du Nord et en Antarctique.

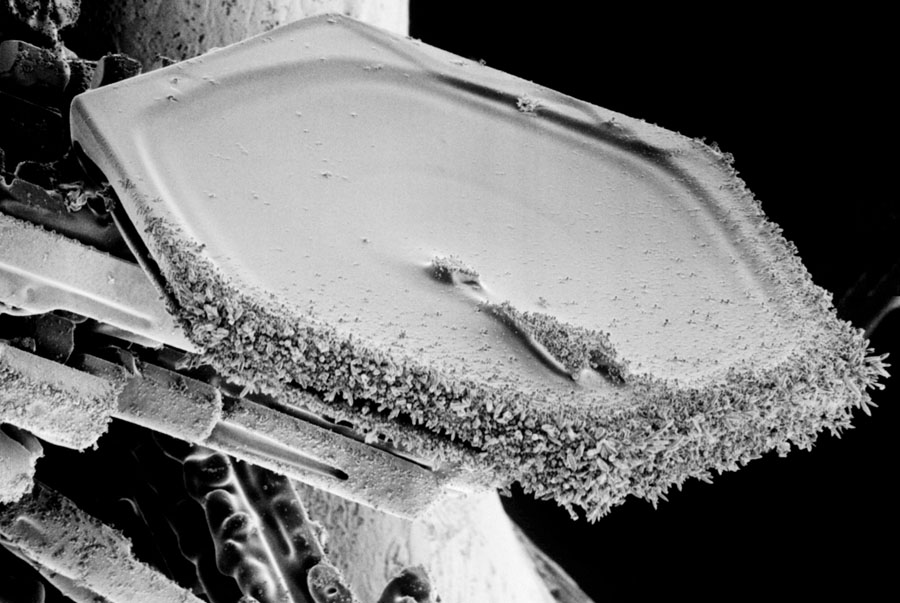
Plaquette hexagonale.
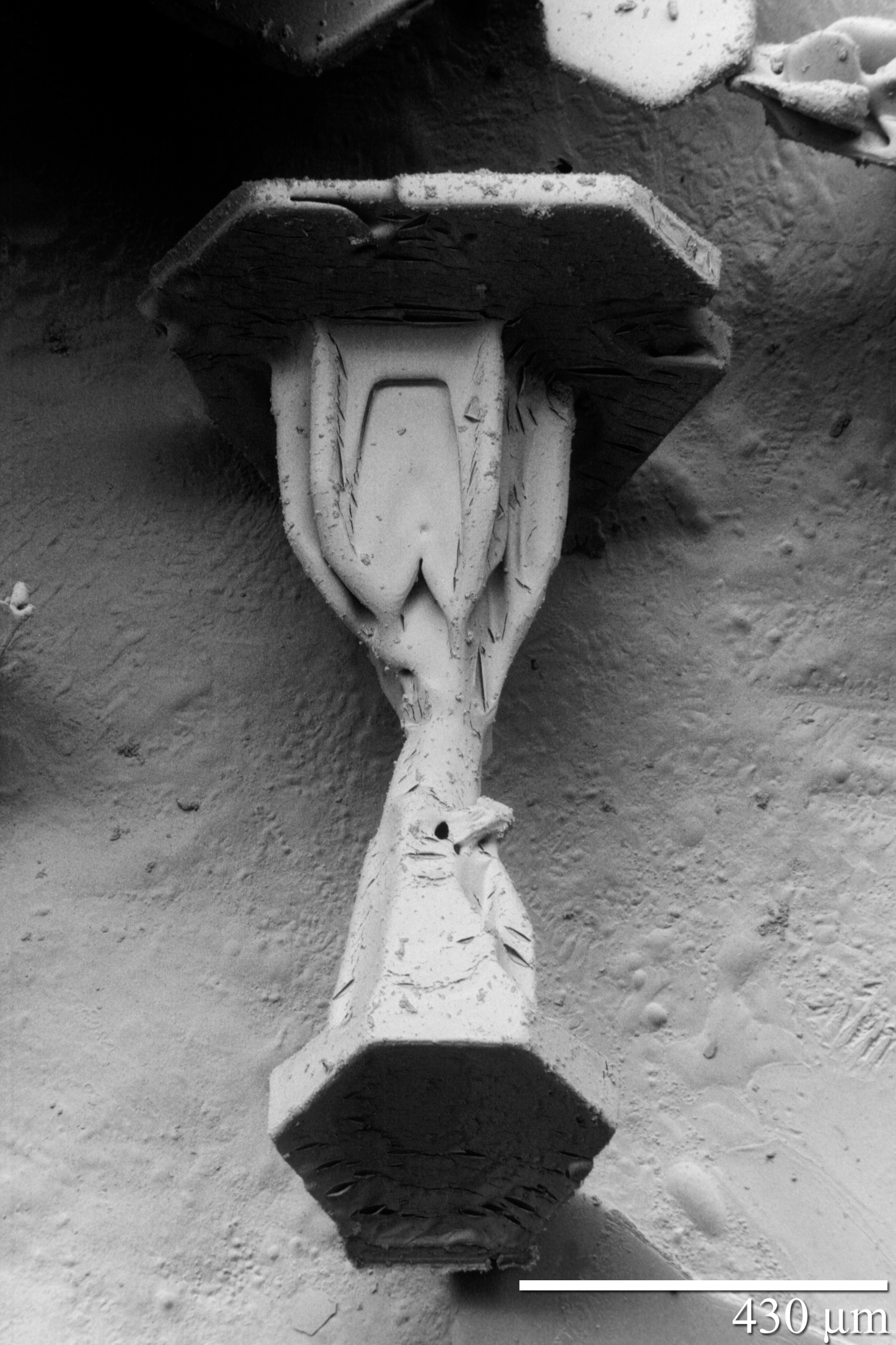
Colonne
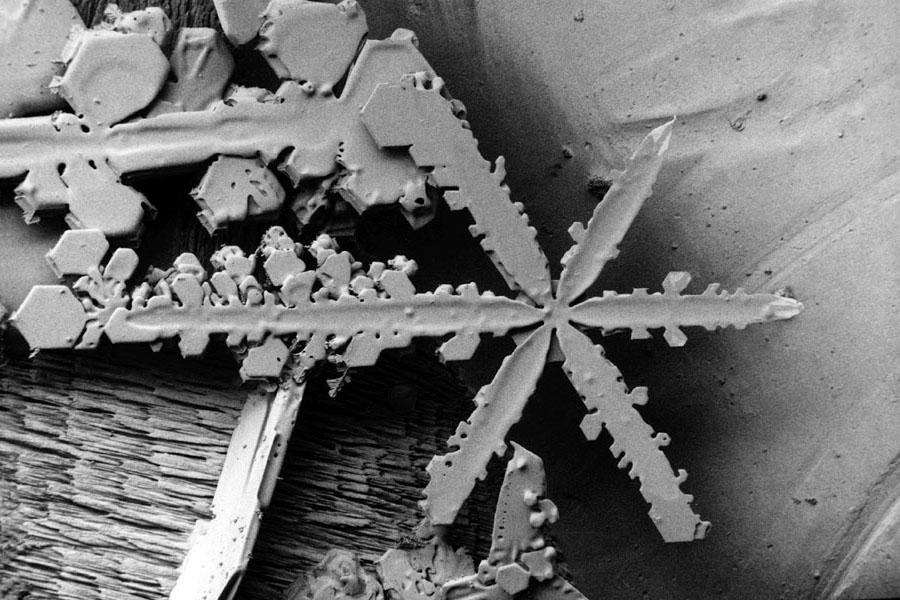
Cristal à six pointes longues
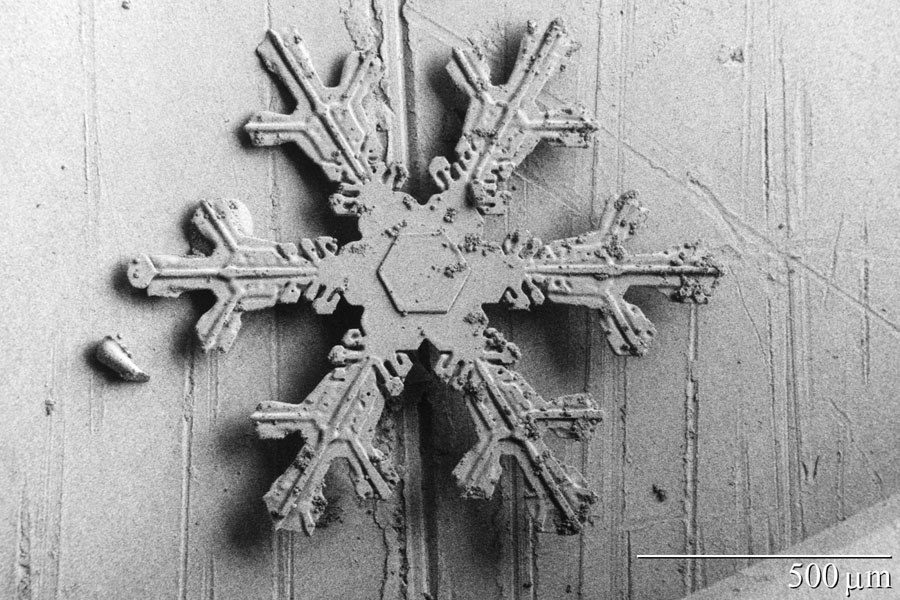
Cristal hexagonal présentant des extensions dendritiques.
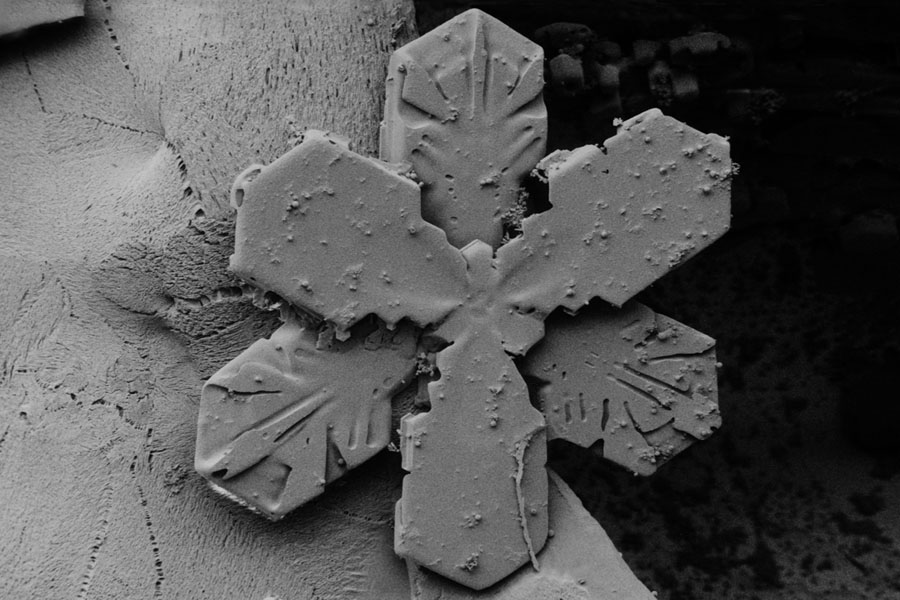
Cristal hexagonal de neige avec de larges branches.
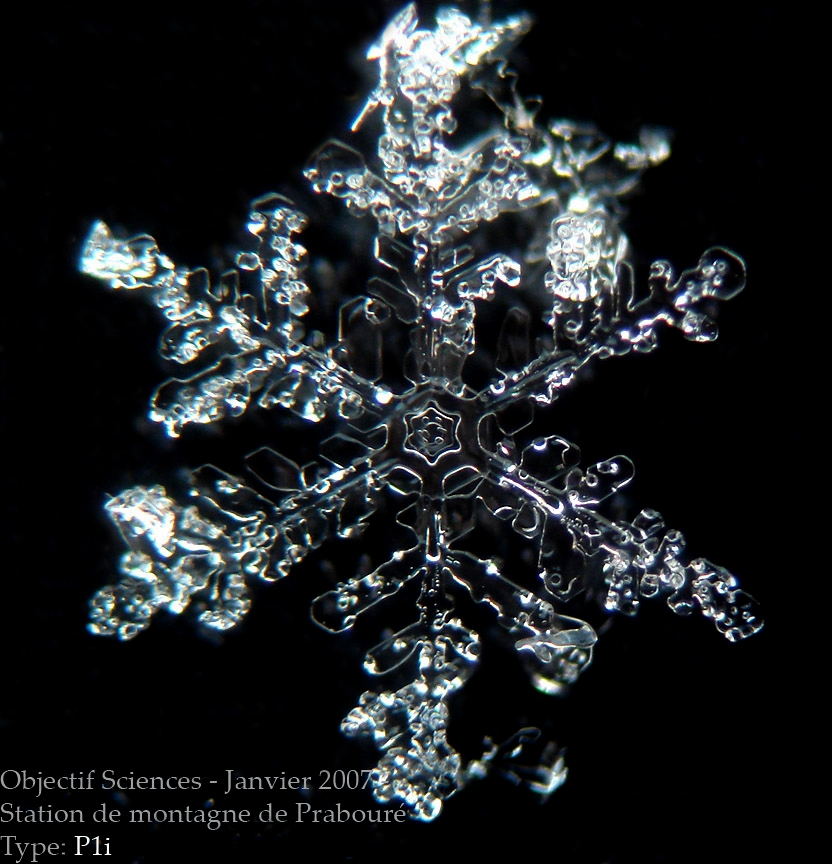
Cristal hexagonal type P1 observé à la loupe binoculaire.
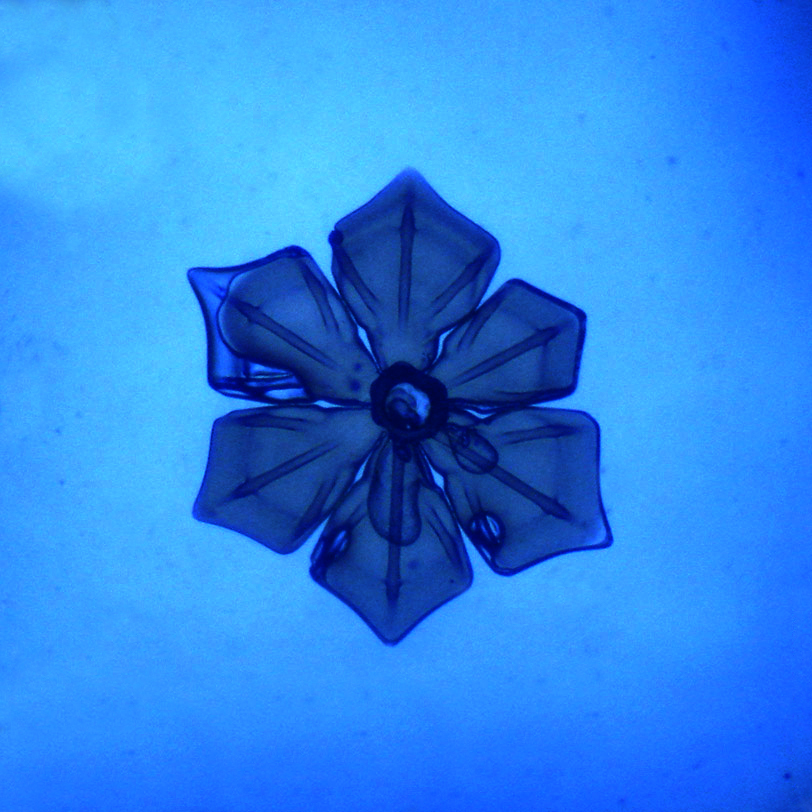
Empreinte de cristal de type P1b.

### Les diverses générations d'un cristal d'eau dans la neige
La formation et l'évolution des cristaux intègrent :
- les multiples degrés de liberté d'association chimique des molécules d'eau ; l'expression de ces possibilités est favorisée par la relative lenteur de cristallisation : une dizaine de minutes à quelques heures. Ceci est à la base de l'extrême diversité des formes créées ;
- les diverses conditions météorologiques rencontrées entre la formation et la disparition :
  - conditions du niveau de formation, avant les précipitations,
  - conditions des couches atmosphériques traversées,
  - conditions au niveau du sol, s'il est atteint.

La faiblesse des liens entre molécules d'eau rend ces cristaux très sensibles à toute modification de leur environnement. On peut considérer le cristal de neige comme instable et qu'il doit être en phase de cristallisation pour conserver sa forme, si bien que des recombinaisons se produisent dès que celle-ci s'interrompt. Cette vive sensibilité rend difficile l'observation microscopique des cristaux sans précautions particulières.

#### Conditions du niveau de formation
La neige commence en altitude dans un nuage où la température est sous le point de congélation (0 °C) autour d'un noyau glacigène. Les paramètres des mouvements d'air ascendants conditionnent particulièrement la durée de cristallisation et les possibilités de pénétration dans des couches différentes par leur hygrométrie, température, pression, etc. À ce niveau, des cristaux peuvent fondre, se sublimer, se combiner, mais aussi se trouver recouverts d'eau en surfusion ; les cristaux se couvrent de nodules d'abord invisibles, mais qui peuvent dans certains cas leur donner un aspect de « fleur de mimosa ».
Même si l'air n'est pas ascendant, la résistance qu'il oppose parfois demande l'agglomération de plusieurs cristaux avant que les précipitations ne se déclenchent.

#### Conditions des précipitations
La turbulence et l'hygrométrie vont en particulier régir la disparition (fonte ou sublimation) des cristaux et des flocons ou au contraire leur agglomération progressive. Des flocons partiellement liquéfiés peuvent également subir une cristallisation brutale à la rencontre d'une atmosphère plus froide ; si le phénomène est massif, on parle de grésil.
La variation des paramètres météorologiques avec l'altitude se caractérise tout spécialement par la détermination de la fameuse limite pluie/neige.

#### Conditions de cristallisation au sol
Sous les latitudes tempérées (sol « chaud »), le fort pouvoir isolant de la neige associé encore à l'albédo rend possible la création rapide d'un gradient thermique entre le sol chaud et isolé et la surface réfléchissante froide ; il peut atteindre 20 °C. Or, on constate que les cristaux d'une couche de neige, dans un gradient de température, rentrent dans un processus de recristallisation se traduisant par un accroissement de la taille moyenne des cristaux. De ce point de vue, on considère qu'une épaisseur de quinze centimètres suffit à l'établissement d'un gradient.
Les conditions de cristallisations étant bien différentes de celles de la haute atmosphère, la cristallisation au sol produit des formes nouvelles mais moins élaborées.

#### Jour de neige
Un jour de neige est une période de 24 heures représentant un jour climatologique et au cours duquel on observe une chute de neige. Le nombre de jours et la quantité de neige annuels font partie du type de climat.

### Odeur de la neige
Même si en hiver, l'air froid et sec crée un environnement pauvre en odeurs car elles sont moins volatiles, la neige présente un léger parfum. Les sensations olfactives liées à l'humidité combinées à la sensation physique de respirer de l'air froid permettent de lui donner une identité propre. Au fil du temps, la neige absorbe des composés provenant de l'air et marginalement du sol, ce qui complexifie son arôme et augmente sa puissance. Elle prend alors les caractéristiques de son environnement. Lorsque la neige est sur le point de tomber, l'air est un peu plus chaud et plus humide, ce qui favorise la diffusion des odeurs et procure une sensation particulière. De plus, en réchauffant le sol et l'air, le changement climatique favorise la circulation et l'intensité des molécules odorantes, ce qui modifie l'odeur de la neige,.
Le parfumeur Christopher Brosius de Demeter Fragrance Library (en) a créé un parfum appelé « Snow » où il tente de recréer la senteur de la première chute de neige de l'année. Il la qualifie de terreuse, humide, légèrement verte et poussiéreuse.

### Évolution du manteau neigeux
L'accumulation de la neige au niveau du sol, par chutes de neige ou transportée par le vent, produit le manteau neigeux. Celui-ci est constitué de strates d'épaisseurs et de qualité de neige très variables, selon les conditions météorologiques de chaque hiver, selon l'altitude et l'exposition au soleil. Dans chaque strate, les cristaux évoluent, se transforment plus ou moins rapidement : ce sont les métamorphoses de la neige.
Le manteau neigeux se réduit et disparaît avec la fonte printanière.

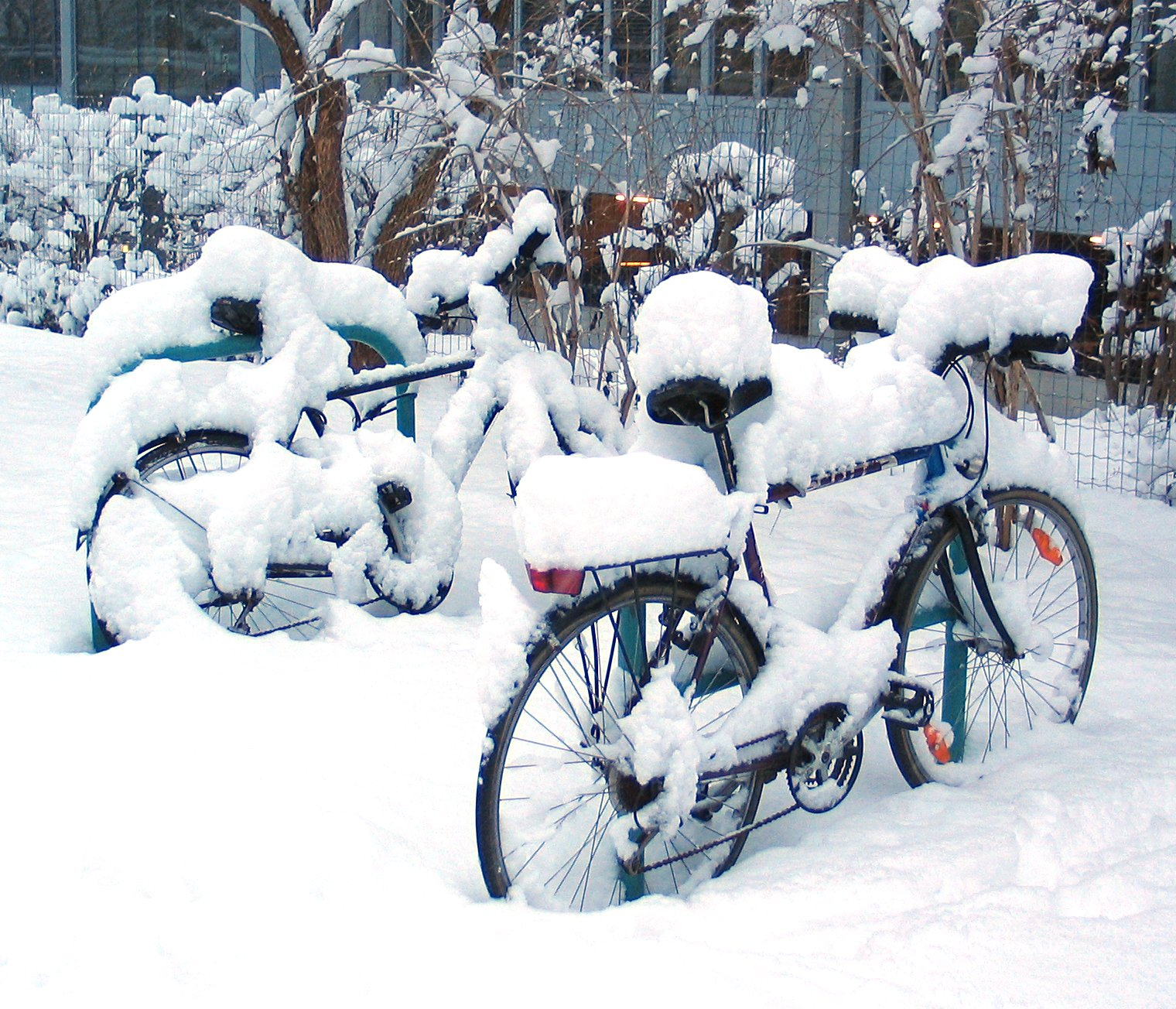
Une neige subite
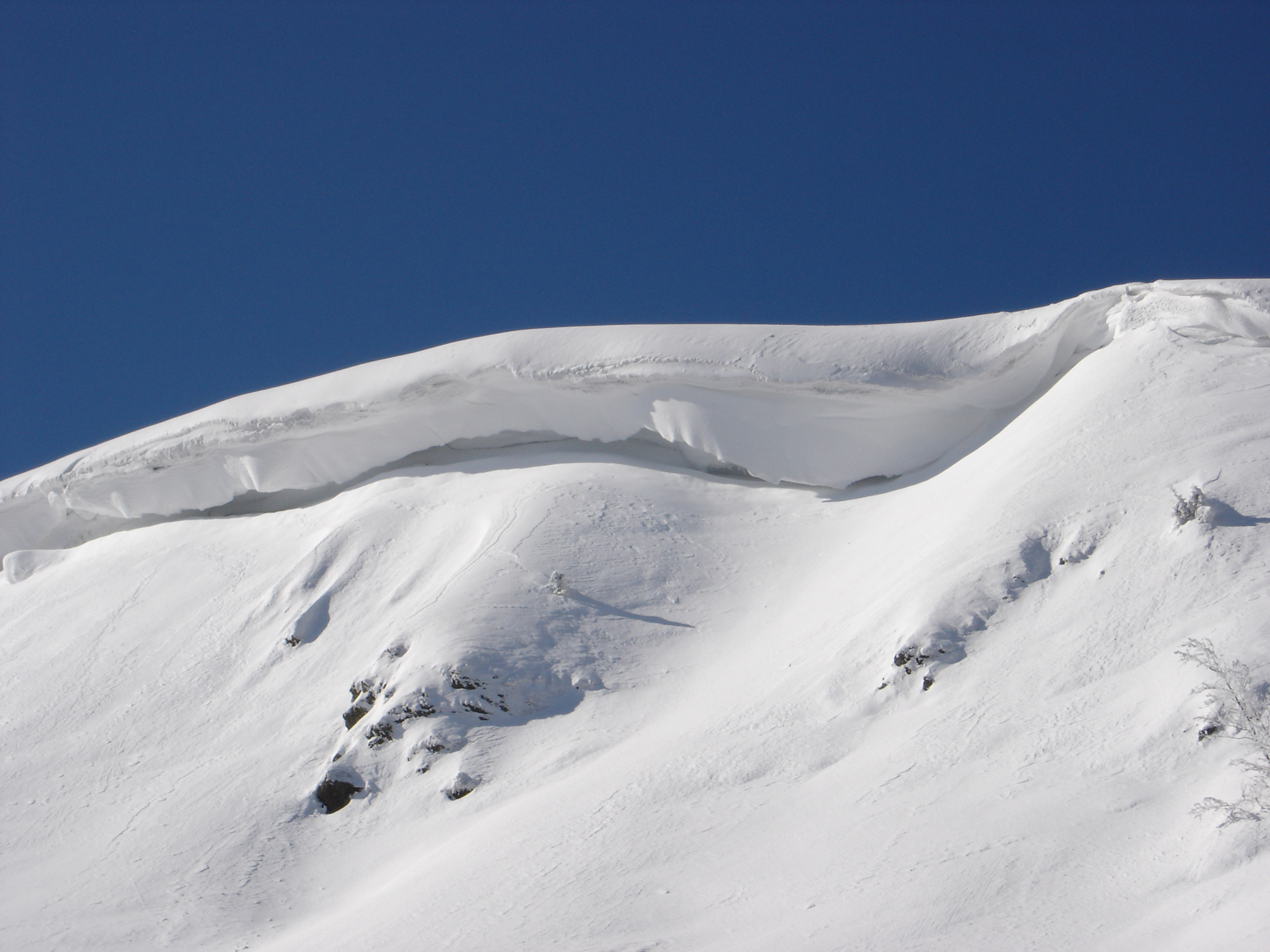
Corniche de neige
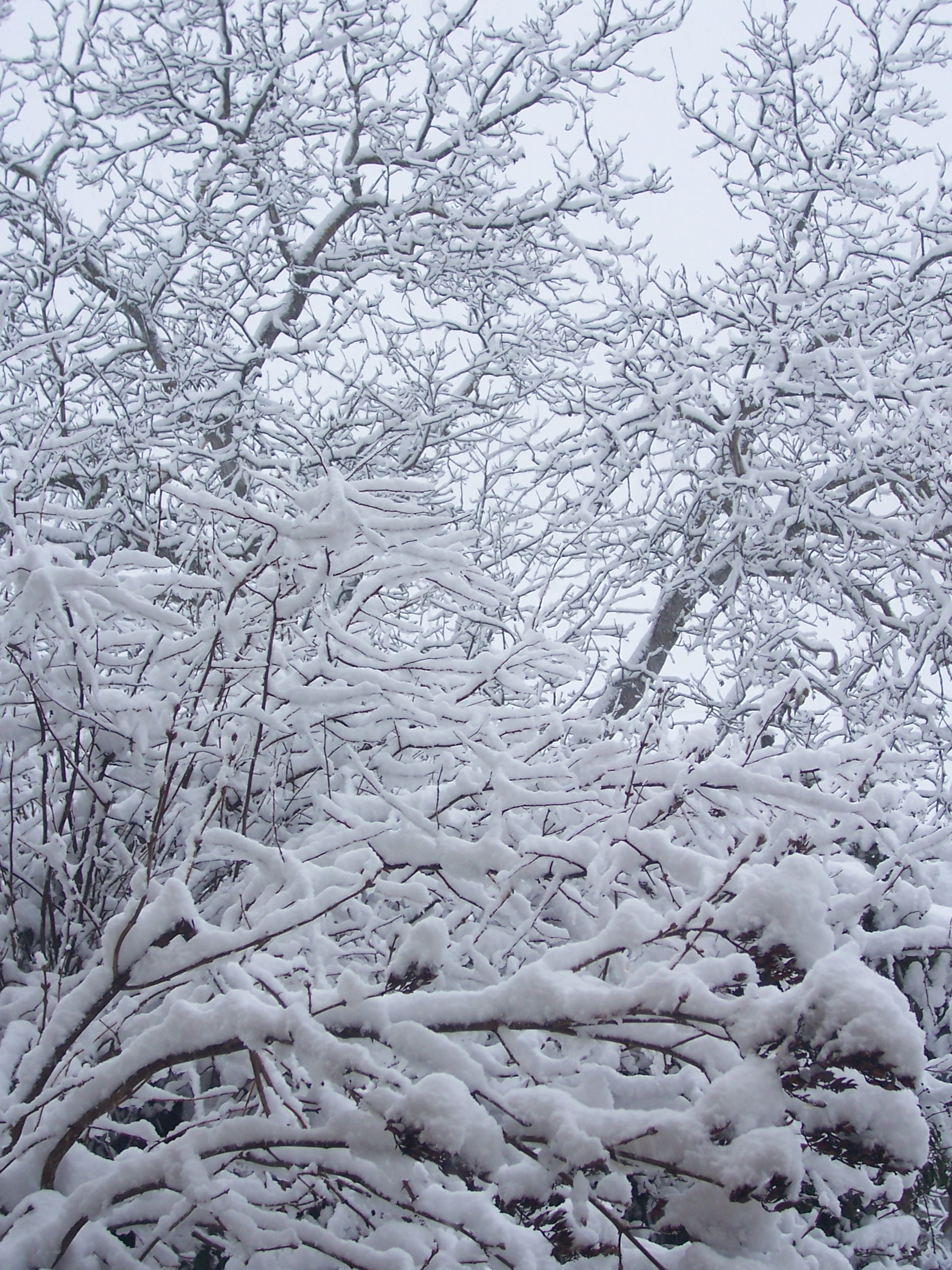
Neige dans le Luberon (France).
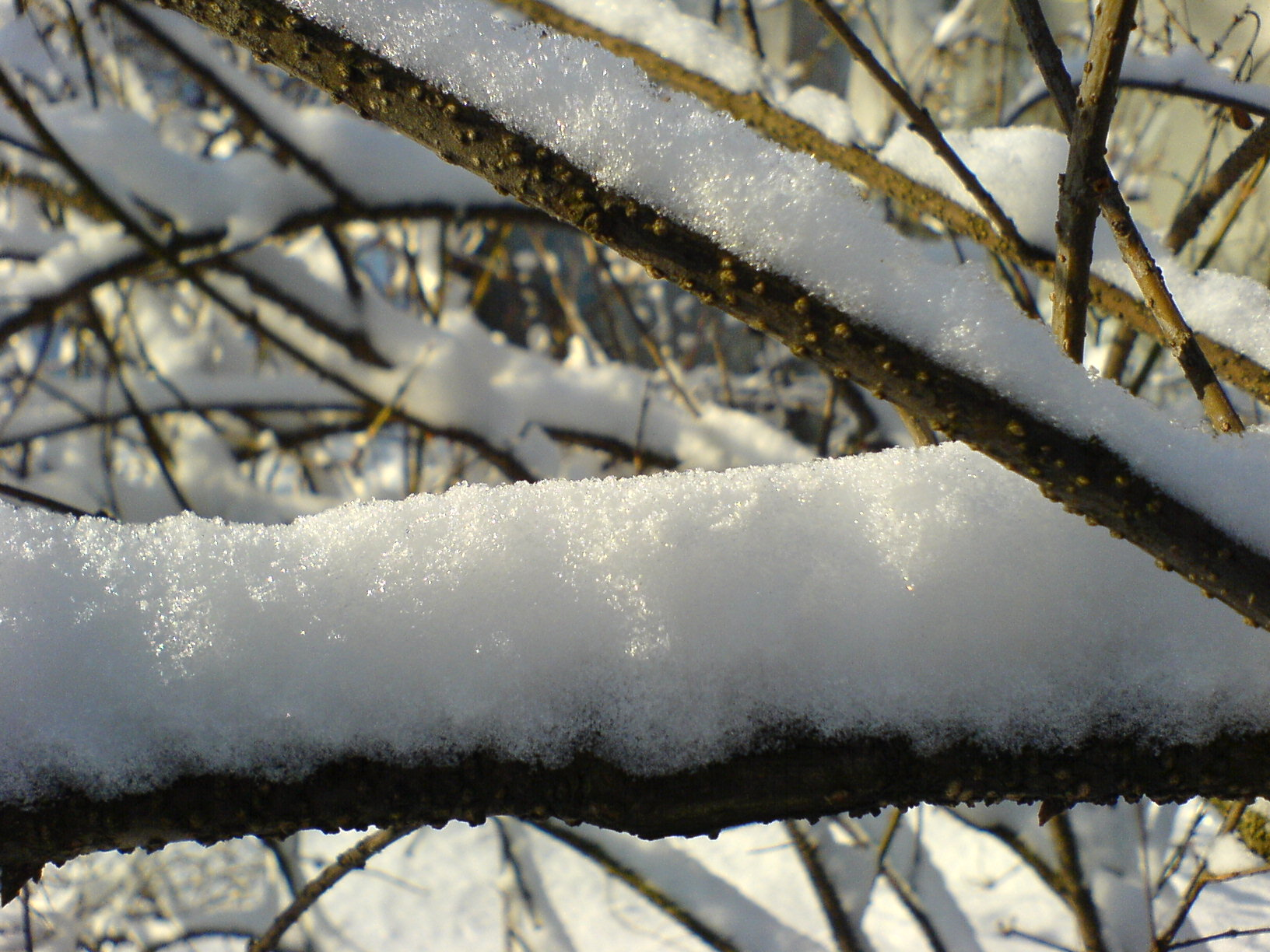
Neige fraîche sur une branche mince Cracovie (Pologne).
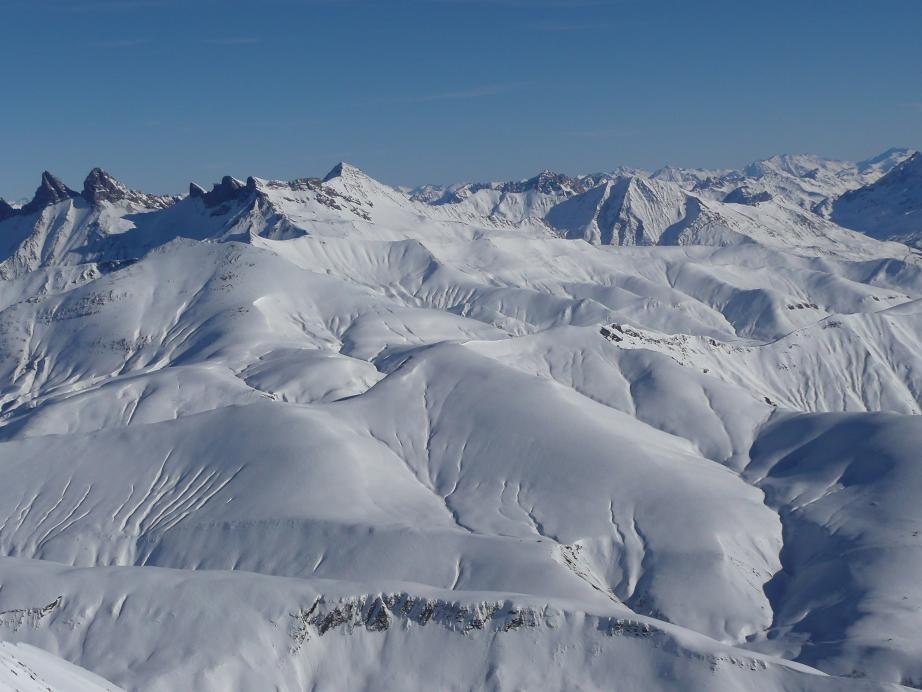
Montagne des Alpes enneigée.
- Chute de neige.

## Aspects écologiques

### Bilan énergétique
L'énergie solaire contribue au réchauffement des sols de manière inégale. Un facteur important est l'albédo qui mesure la part réfléchie du rayonnement. L'albédo moyen sur Terre est de 0,28. Comme la neige fraîche est d'un blanc particulièrement pur, elle fait grimper l'albédo à 0,85. Cela implique une réflexion importante des rayons lumineux du Soleil, donc un moindre apport d'énergie. La neige ancienne gardant un albédo de 0,60, on comprend que les sols enneigés tendent à rester froids en surface, donc à garder leur manteau.
A contrario, les forêts de résineux profitent de leur albédo faible (0,12) et de la lumière réfléchie pour libérer leurs branches.

### L'eau de neige

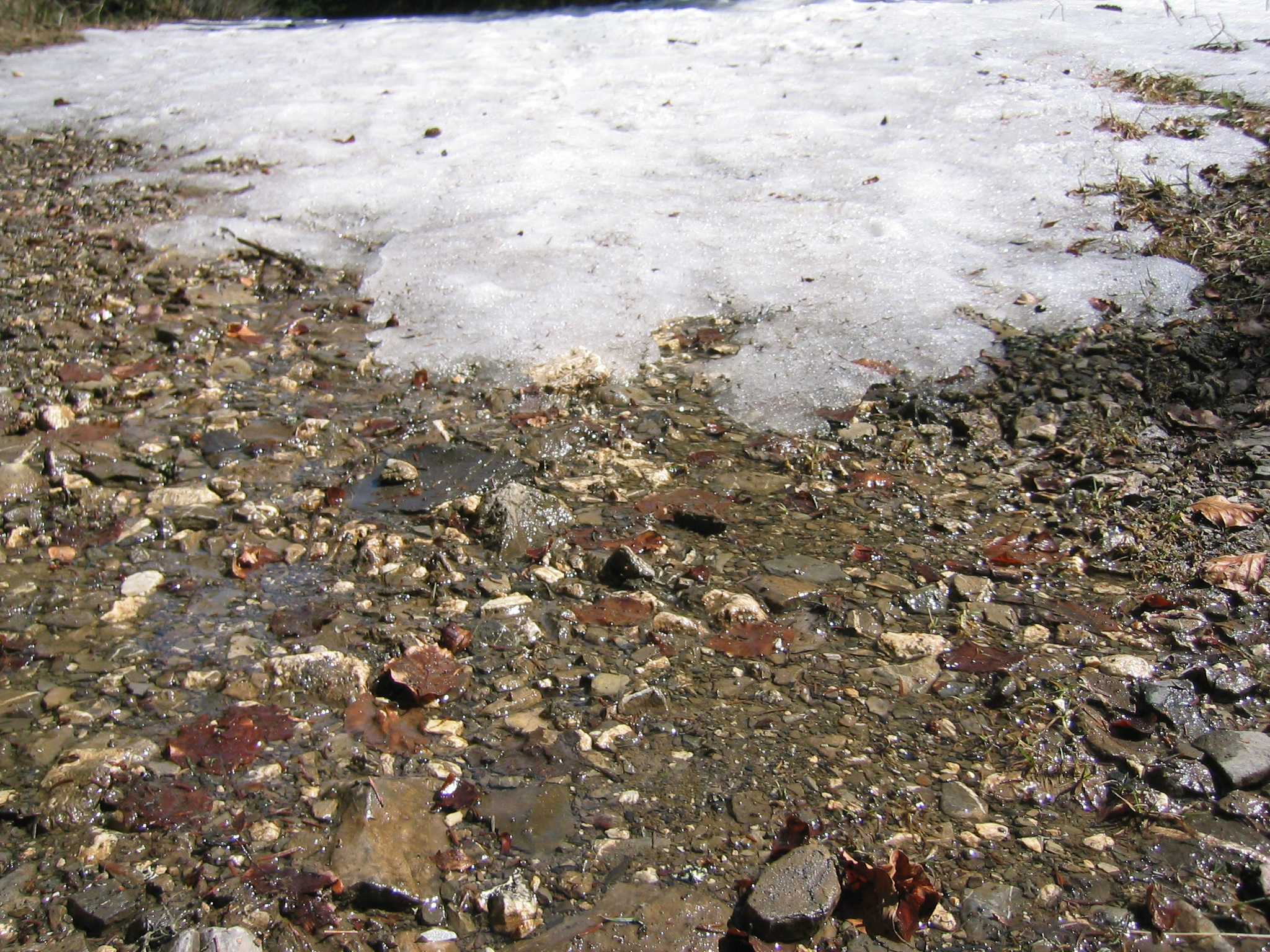
La fonte de la neige.

La neige se transforme très lentement en eau liquide. L'eau de neige pénètre donc beaucoup mieux dans le sol et profite davantage aux nappes phréatiques que l'eau de pluie.
Ce bénéfice est parfois contrarié par un radoucissement rapide accompagné de pluies, situation qui conduit souvent à des inondations parfois catastrophiques.

### Rôle protecteur
La neige est un excellent isolant thermique, car elle renferme une grande quantité d'air. Par sa présence, les écarts de température sont diminués et le sol gèle moins en profondeur. Souris et campagnols vivent dans l'espace subnival sombre et tranquille, se déplaçant sans cesse dans un réseau de tunnels et grignotant les tiges des plantes.
De même, la végétation couverte de neige est protégée des fortes gelées. Certaines plantes d'altitude continuent leur activité pendant l'hiver. Galanthus nivalis (un perce-neige) est capable de traverser une certaine épaisseur de neige pour fleurir. Quand l'épaisseur est trop forte, l'allongement des tiges se fait à l'horizontale et dans tous les sens et c'est seulement quand ils sont libérés que les pédoncules se redressent.
Les Inuits ont tiré profit de cette propriété pour leur maison de neige, l'igloo. De structure hémisphérique, l'habitation est construite en disposant des blocs de neige durcie. Le sommet est réservé à un bloc de glace translucide et le tout est consolidé avec de l'eau glacée. Même par -40 °C, la température intérieure au sol est de -5 °C. Toutefois, l'igloo n'est qu'un abri temporaire de chasse et non la maison réelle de l'Inuit.
Pareillement, la neige abrite de petits animaux comme les vers de neige. Ceux-ci profitent des réserves d'air pour creuser de petits tunnels souterrains et se mettre à l'abri du gel.

## Aspects géographiques
Sur la Terre, des zones sont enneigées, recouvertes de neige, essentiellement en fonction de leur latitude, de leur altitude, de leur exposition au soleil, de la saison.

### Zones de neige
- Sur tout le territoire.
- En dessous de 500 mètres, mais pas sur tout le territoire (notamment certaines régions côtières ou désertiques).
- Rarement en dessous de 500 mètres.
- Uniquement au-dessus de 500 mètres.
- Uniquement au-dessus de 2 000 mètres.
- Sans neige.

Pays recevant de la neige :
Sur tout le territoire.
En dessous de 500 mètres, mais pas sur tout le territoire (notamment certaines régions côtières ou désertiques).
Rarement en dessous de 500 mètres.
Uniquement au-dessus de 500 mètres.
Uniquement au-dessus de 2000 mètres.
Sans neige.

Il neige relativement très peu dans les régions équatoriales et tropicales. On a coutume de considérer que les 35e parallèles délimitent cette région où seules les montagnes reçoivent de la neige. Le Cayambe, sommet équatorien de 5 790 m, est régulièrement enneigé bien qu'il soit exactement à la latitude 0.
Plus on se rapproche des pôles, plus la nivosité augmente en général mais elle diminue dans les régions polaires car l'humidité y devient trop faible, emprisonnée dans les glaces. Par ailleurs, les zones côtières sont relativement épargnées par la neige, car les températures y sont tempérées par celle de la mer, mais l'humidité contenue dans le flux marin peut être transportée sur le continent et y donner de fortes chutes. C'est donc dans les régions tempérées et montagneuses mais en flux de la mer qu'on relève des chutes record :
- plus forte chute en 24 heures : 2,56 mètres à Capracotta, en Italie, le 5 mars 2015[26] ;
- plus importante en un mois civil : en janvier 1911, Tamarack (Californie) a reçu 9,91 mètres de neige, ce qui a entraîné un manteau neigeux de 11,46 mètres d'épaisseur en mars (la plus grande épaisseur mesurée en Amérique du Nord)[27],[28] ;
- enneigement maximum du 1er juillet au 30 juin : 28,96 m, mont Baker, Washington (États-Unis) durant l'hiver 1998-1999[29] ;
- enneigement maximum sur une période d'un an (quel que soit le début) : 31,5 mètres mont Rainier, Washington (États-Unis), du 19 février 1971 au 18 février 1972[30].
- plus épais manteaux neigeux enregistré : 11,82 mètres sur le mont Ibuki, Japon, le 14 février 1927[31].

### Neiges éternelles
Quand la couverture neigeuse ne parvient pas à fondre totalement à la saison chaude, on parle classiquement de neiges éternelles  ou plus exactement de neiges permanentes. Cette neige s'installe à des altitudes très variables en fonction de la situation géographique sur la Terre, de zéro à plus de 5 000 m, en fonction notamment de la latitude, de l'exposition au soleil du site et de l'accumulation hivernale de la neige. Cette situation existe sur la plupart des hauts sommets et près des pôles. Tassées et fondant partiellement, ces neiges se transforment en névés puis en glaciers. La glace continentale des pôles s'appelle inlandsis, les icebergs qui s'en détachent sont donc constitués d'eau douce, au contraire de la banquise qui se forme sur l'eau de mer. L'eau de mer se dessale en gelant (« expulsion » du sel vers les eaux plus profondes).
Le cas de la couverture de neige du Kilimandjaro, point culminant de l'Afrique, est souvent montré comme un révélateur du réchauffement de la planète. Au cours du XXe siècle, elle a perdu 82 % de sa superficie. Elle a perdu en moyenne 17 mètres d'épaisseur entre 1962 et 2000. Elle est de plus en plus ténue et devrait disparaître totalement d'ici à 2020 selon les experts de la NASA et le paléoclimatologue Lonnie Thompson, professeur à l'université de l'État de l'Ohio,, ou d'ici 2040 selon une équipe scientifique autrichienne de l'université d'Innsbruck, voire 2050 pour la California Academy of Sciences.

## Aspects économiques

### Avantages

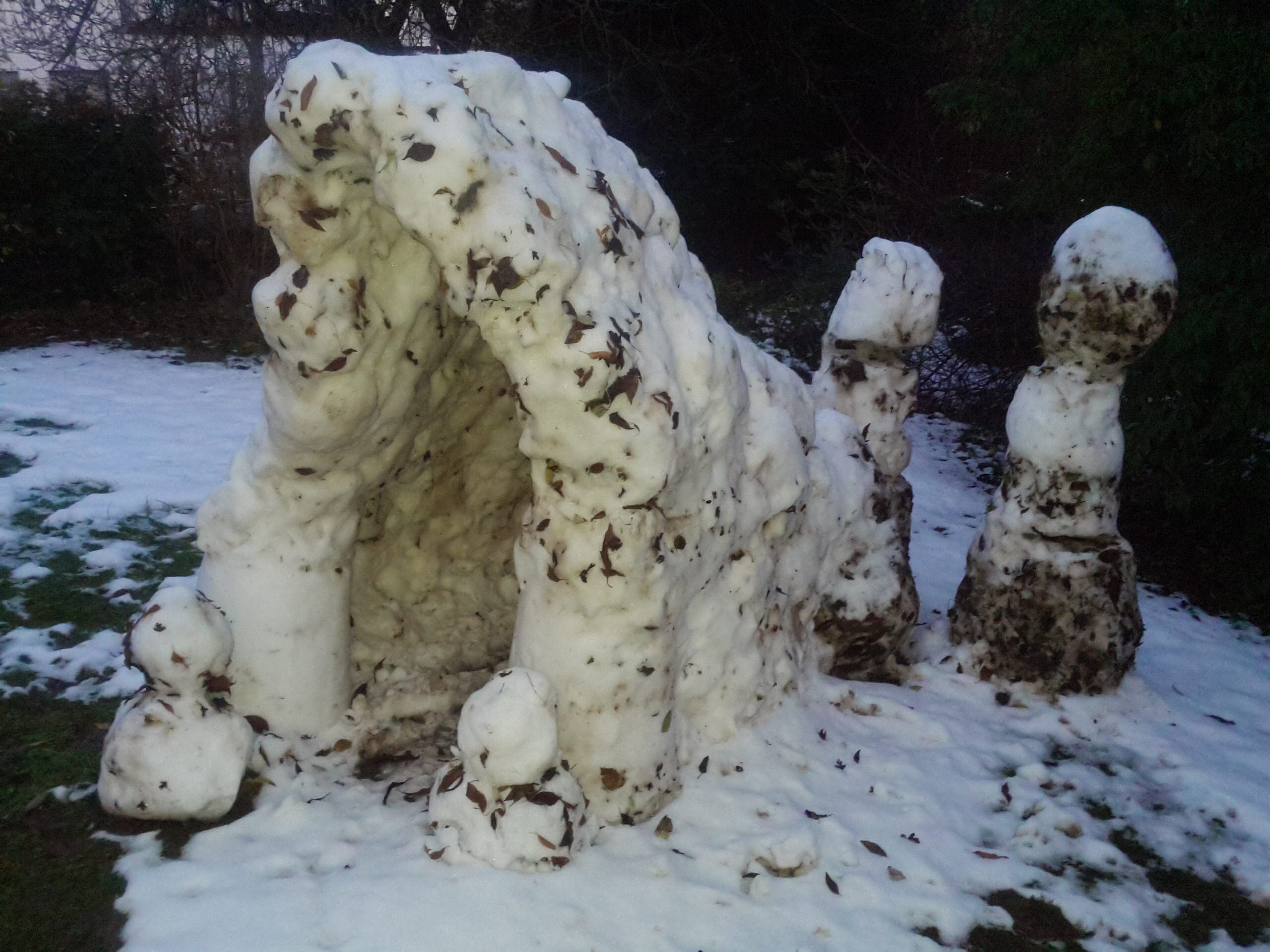
Constructions de neige dans un jardin à Bruxelles

L'arrivée de la neige est source d'excitation chez les enfants, pour qui la construction de bonshommes de neige ou la bataille de boules de neige sont des activités ludiques immédiates.
La neige permet de s'adonner à de nombreux loisirs plus ou moins sportifs : ski (alpin, de fond, extrême), luge, snowboard, raquette à neige. Dans les stations, les pistes sont damées et des moyens de transport sont prévus pour amener les skieurs (remontées mécaniques : téléskis, télésièges, téléphériques). L'engouement pour ces loisirs a motivé l'invention du canon à neige pour allonger la période du ski.
Les propriétés de glisse sont aussi utilisées dans les régions arctiques pour le déplacement et le transport par traîneau ou motoneige.
Elle permet, lors des fontes, de bien recharger les nappes phréatiques et de manière plus efficace que la pluie car cette dernière a souvent tendance à ruisseler ou à être absorbée par les plantes.

### Inconvénients
La neige perturbe la circulation des véhicules, surtout quand elle tombe dans des régions inhabituelles. En France, les routes sont classées en quatre niveaux de priorité, les routes de niveau 1 étant traitées 24 h sur 24 si nécessaire. Un traitement préventif est possible par épandage de saumure. Le traitement curatif est basé sur le raclage suivi d'un salage. La quantité de sel est limitée en raison de la pollution engendrée. Cette saumure a aussi tendance à favoriser la corrosion des véhicules. On utilise un chasse-neige pour déblayer les routes.
En hiver, de nombreux cols sont fermés à la circulation de façon plus ou moins durable ou restreints aux véhicules équipés de chaînes à neige. Les cols les plus élevés ont une fermeture annuelle programmée.
Dans certains lieux, chacun est requis de déblayer le trottoir devant son habitation, soit parce que les chutes de neige y sont peu fréquentes et qu'il y a donc un manque d'équipement de la ville, comme à Vancouver, soit pour responsabiliser les propriétaires voisins en cas de glissade et chute d'un piéton.
En cas de nivosité inhabituelle, le poids de la neige peut entraîner des surcharges de certaines constructions. Les câbles et pylônes électriques peuvent être endommagés par l'accumulation de neige collante, entraînant des coupures de courant. Dans ce cas, le poids peut dépasser les 20 kg/m de conducteur électrique, alors que la masse habituelle oscille entre 100 g à 5 kg/m de conducteur électrique.
Au Québec et dans plusieurs régions du Canada, l'hiver 2007-2008 passera à l'histoire comme étant celui des records de neige. L'exemple le plus spectaculaire est celui de la ville de Québec qui aura reçu 558 cm de neige, alors que la quantité moyenne reçue durant un hiver est de 316 cm. Cependant, la ville de Sept-Îles, située plus au nord, a reçu un record de 762 cm durant l'hiver 1968-1969.

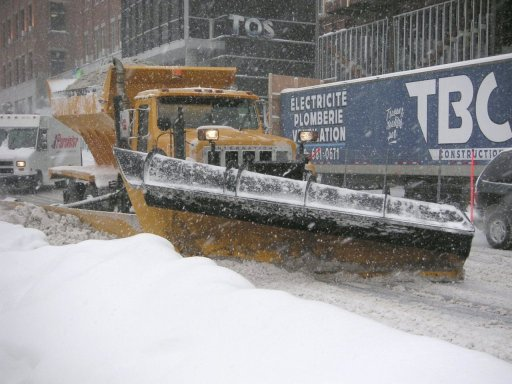
Chasse-neige dans la ville de Québec.
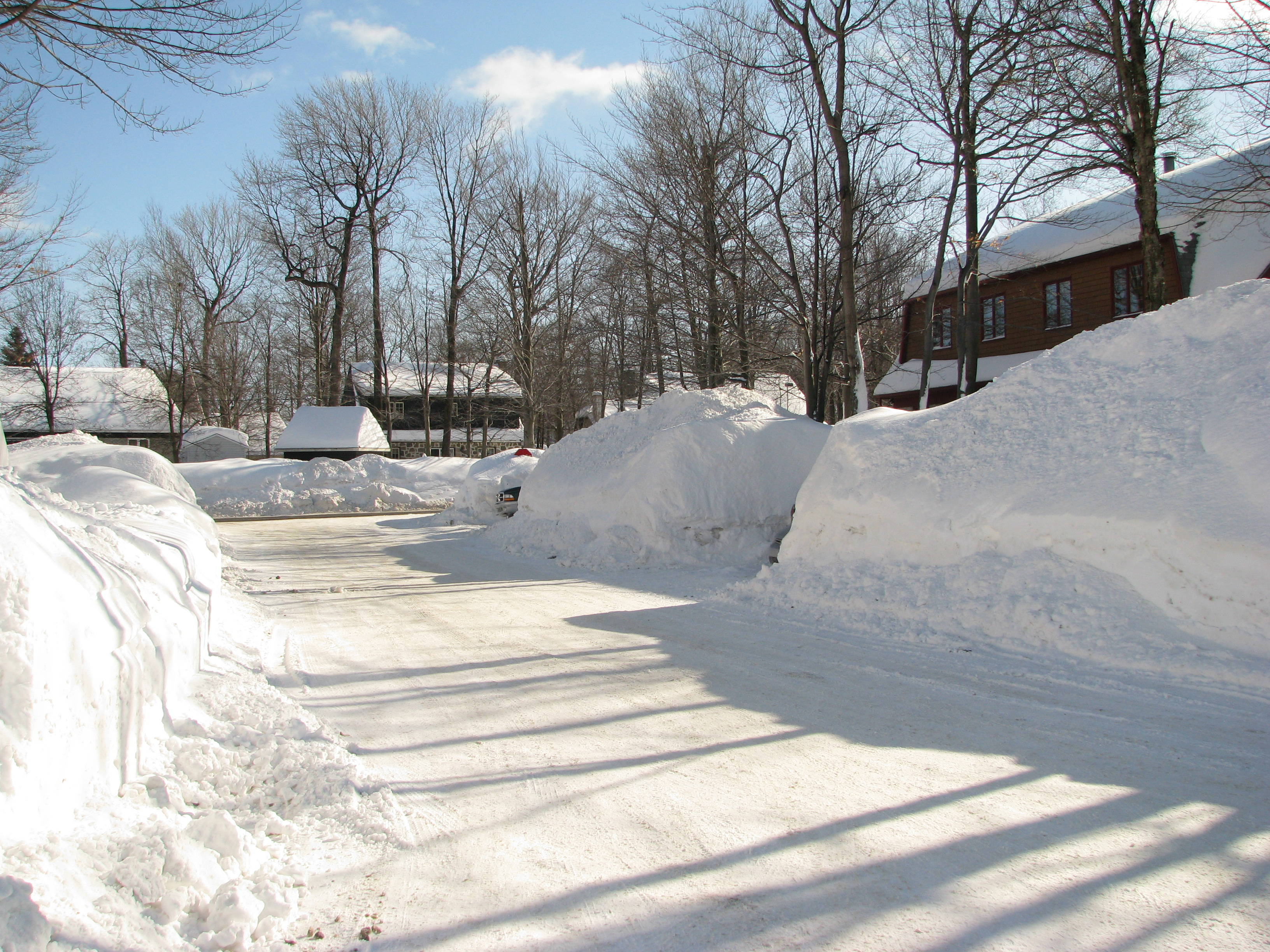
La neige abondante au Québec durant l'hiver 2007-2008 cause des problèmes de déneigement et crée des accumulations importantes devant les maisons.
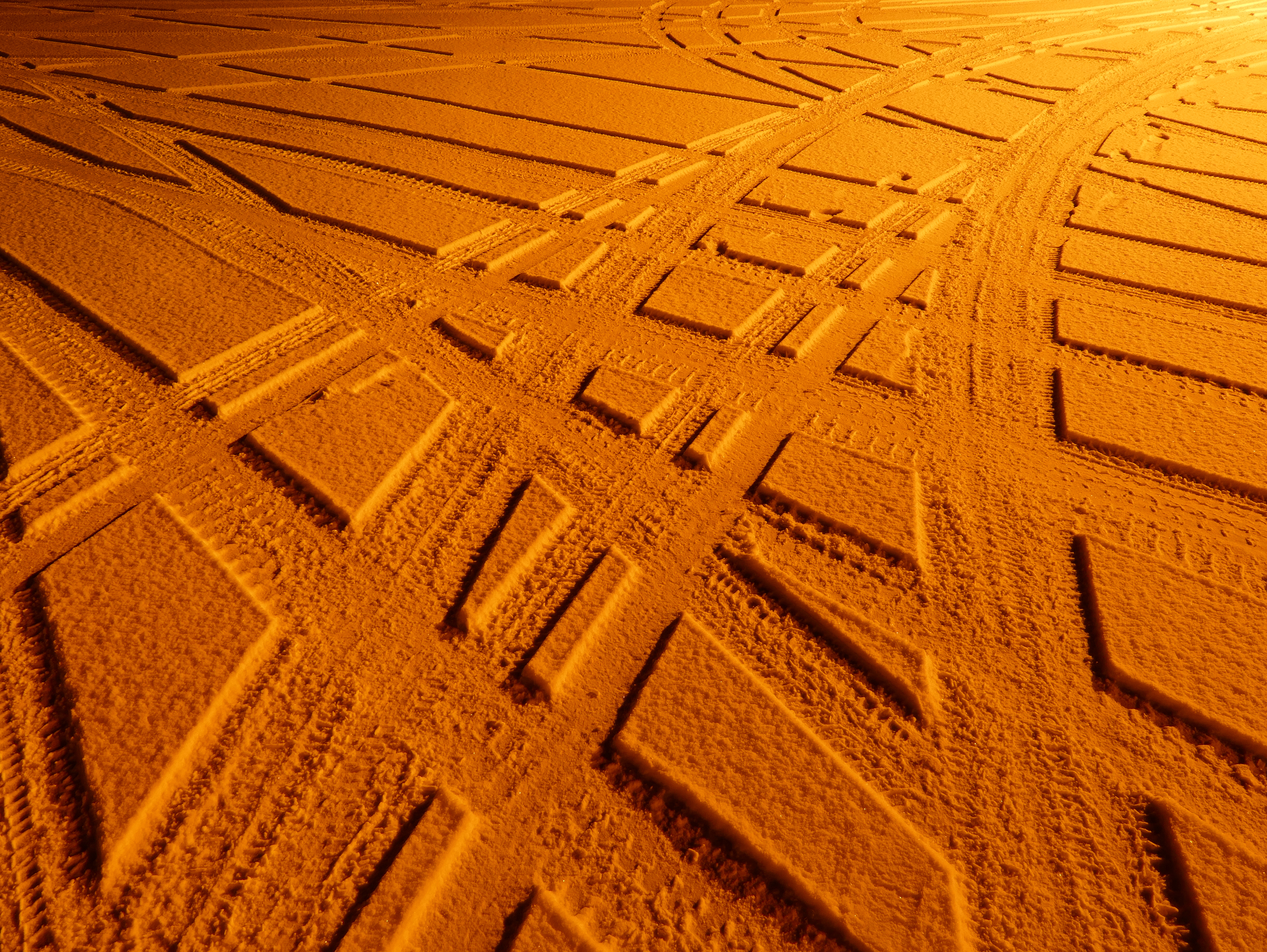
Neige sur un parking illuminée par des lampes à vapeur de sodium, à Lysekil, en Suède.

## Neige et environnement
La neige joue un rôle climatique important du fait de son albédo et de sa place dans le cycle de l'eau. Quand la couche est épaisse et durable, elle limite les capacités d'alimentation d'un certain nombre d'espèces. De plus, leurs traces visibles rendent leur chasse plus facile. En France, en temps de neige, la chasse du petit gibier sédentaire est en théorie interdite. En pratique, il est parfois difficile de différencier chez les oiseaux les petits migrateurs des sédentaires.
Une espèce d'éphémère émerge de l'eau en hiver, et peut être aperçue sur la neige. C'est peut-être une stratégie payante retenue par l'évolution et la sélection naturelle, permettant à l'insecte d'émerger puis pondre à un moment où ses prédateurs habituels (surtout des oiseaux et chauve-souris insectivores) sont absents ou endormis.
Le sel de déneigement a des impacts environnementaux encore mal cernés, mais a priori devenus non négligeables.

### Neige rouge
Sur certaines étendues de vieille neige comme les glaciers, la neige peut prendre une coloration rouge ochracé nommée sang des glaciers. Il s'agit d'une efflorescence algale causée par des algues vertes composées de chlorophylle et de pigments rouges ou orange. Plusieurs espèces sont à l'origine de ce phénomène, la principale étant Chlamydomonas nivalis.

### Neige noire
La neige noire est le noircissement des calottes glaciaires, couches neigeuses, glaciers, et banquise dû aux particules de suie. Les particules de suie sont émises par les combustions incomplètes de combustibles fossiles et de la biomasse.
En février 2019, la région du Kouzbass a été recouverte de neige noire. Les habitants des villes de Kisseliovsk, Leninsk-Kouznetski et Prokopievsk, dont l'espérance de vie est inférieure de 3 à 4 ans à celle de la moyenne nationale russe, accusent la poussière de charbon de ce phénomène,,.

### Microplastiques
En 2019, une étude de prélèvements réalisés dans le détroit de Fram au Groenland, dans les Alpes suisses et à Brême de 2015 à 2017 a mis en évidence la présence de microplastique dans les échantillons de neige/glace. Les concentrations étaient significativement moindres dans l’Arctique mais quand même importantes. Il semble que ces particules furent transportées par voie aérienne par le vent ou les précipitations.

## Unicode
En Unicode, il existe plusieurs symboles relatifs à la neige dans la table « casseau » :
- U+2744 : ❄, flocon de neige ;
- U+2745 : ❅, flocon de neige à trois folioles transpercé ;
- U+2746 : ❆, gros flocon de neige à chevrons.

## Calendrier républicain
- Dans le calendrier républicain, la Neige était le nom attribué au 1er jour du mois de nivôse[49].